# إيليا ترويانوف

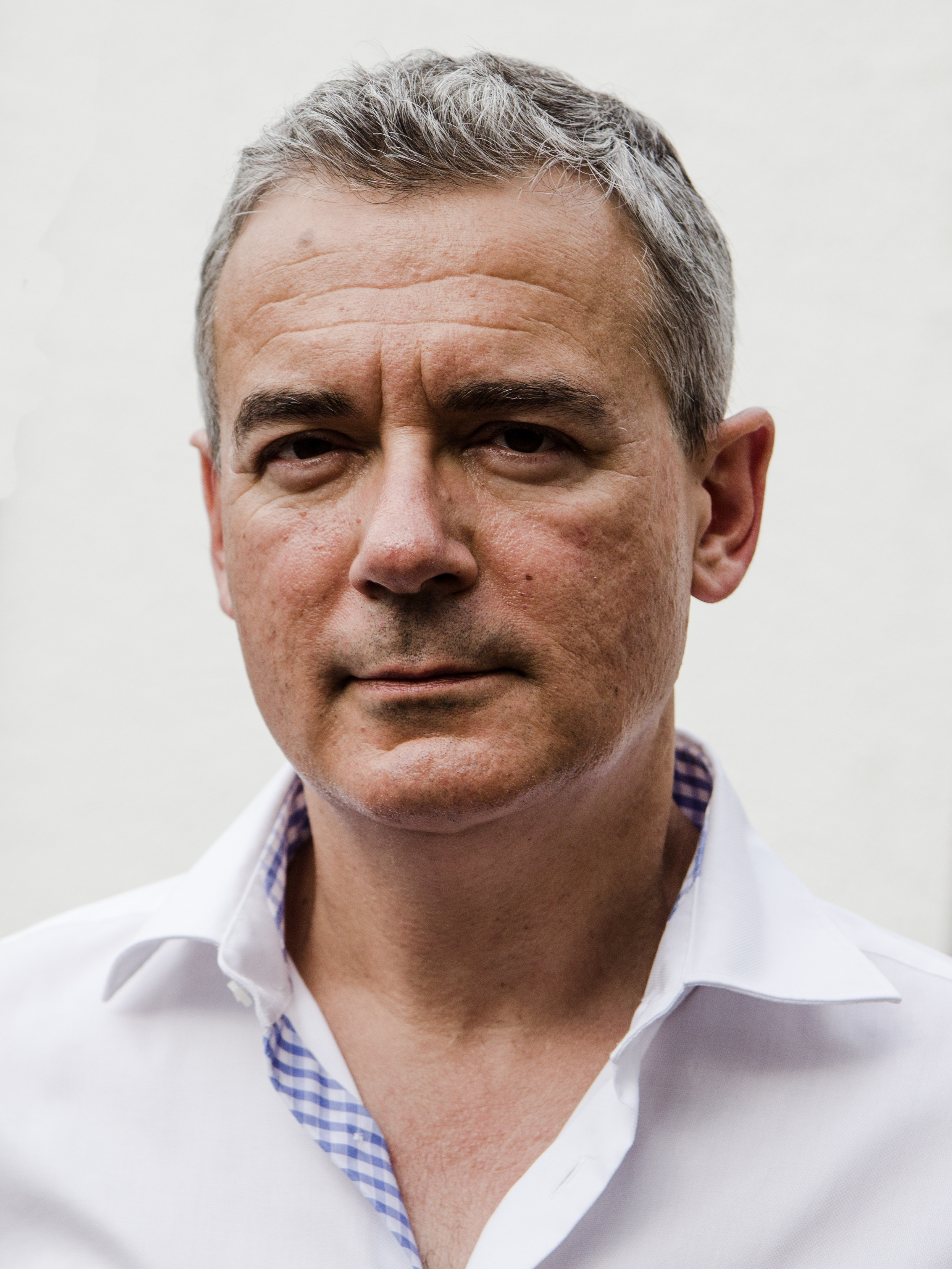
إيليا ترويانوف 2015

إيليا ترويانوف Ilija Trojanow (ولد في صوفيا في 23 أغسطس 1965) هو كاتب روائي ومترجم وناشر ألماني من أصل بلغاري.

## حياته
ينحدر إيليا ترويانوف من أسرة بلغارية هربت في سنة 1971, عبر يوغوسلافيا وإيطاليا إلى ألمانيا الغربية، حيث حصلت على اللجوء السياسي. وفي سنة 1972 رحلت الأسرة إلى كينيا، حيث حصل الأب على وظيفة هناك، حيث أنه كان مهندسا. ثم عادت الأسرة إلى ألمانيا ومكثت من سنة 1977 حتى 1981, حيث التحق إيليا بمدرسة حكومية لمدة ثلاث سنوات. ثم عادت الأسرة إلى كينيا، حيث التحق إيليا هناك بمدرسة ألمانية، وحصل على الشهادة الثانوية منها. وظل يقيم في نيروبي حتى عام 1984.
ثم تلت ذلك فترة إقامة في فرنسا، ثم عاد إلى ألمانيا حيث شرع في دراسة الحقوق في جامعة ميونخ، لكنه لم يتم دراسته. وفي عام 1898 أنشأ دار نشر Kyrell-und-Method-Verlag في ميونخ، ثم دار نشر Marino-Verlag في عام 1992, اللتين تخصصتا في الأدب الإفريقي.
وفي سنة 1999 ارتحل ترويانوف إلى مدينة مومباي في الهند، حيث انصب اهتمامه في السنوات التالية على الهند. ثم عاش ترويانوف من سنة 2003 حتى 2007 في كيب تاون في جنوب إفريقيا. وقد حصل في 2 فبراير 2007 على جائزة «كاتب مدينة ماينتس».

## الإنتاج الأدبي
ألف ترويانوف في فترة التسعينيات العديد من الكتب المتخصصة والكتب السياحية حول إفريقيا، وأصدر مختارات أدبية للأدب الإفريقي الحديث، وترجم أعمالا للعديد من الأدباء الأفارقة.
وقد صدرت روايته الأولى في عام 1996 بعنوان «العالم كبير وخلاصه موجود في كل مكان», حيث حكى فيه تجربة أسرته كلاجئين سياسيين. ثم أصدر بعد ذلك رواية خيال علمي بعنوان Autopol, وكتاب بعنوان «عصور الكلاب» Hundezeiten حول عودته إلى وطنه الأصلي بلغاريا. وكذلك أصدر كتبا حول حياته ومشاهداته في الهند.
وقد كتب ترويانوف أيضا تقريرا صحفيا، بعنوان «في منابع الإسلام المقدسة», حول رحلة حجه إلى الأراضي المقدسة، مكة والمدينة.
وترويانوف عضو منذ عام 2002 في مركز بن P.E.N. في ألمانيا.

## جوائز حصل عليها
حصل إيليا ترويانوف على العديد من الجوائز الأدبية منها:
- 1996: جائزة مدينة ماربورج الأديبة
- 1997: جائزة توماس فالينتين
- 2000: جائزة أديلبرت فون كاميسو
- 2006: جائزة معرض الكتاب في لايبزج، في المجال القصصي.
- 2007: جائزة مدينة برلين الأدبية
- 2007: جائزة «كاتب مدينة ماينتس»

## أعماله
- في إفريقيا 1993 (بالاشتراك مع ميشائيل مارتن)
- شرق إفريقيا أعجوبة الطبيعة 1994 (بالاشتراك مع ميشائيل مارتن)
- حماة الشمس 1996 (بالاشتراك مع شينييرا هوف)
- كينيا وشمال تنزانيا 1996
- العالم كبير وخلاصه موجود في كل مكان (رواية 1966)
- Autopol (رواية 1997)
- زيمبابوي 1998
- عصور الكلاب (رواية 1999)
- صورة السادهو على حائط الشيطان 2001
- على شواطئ الهند 2003
- في منابع الإسلام المقدسة 2004
- جامع العوالم (رواية 2006)
- الهند أرض السعادة الصغيرة 2006
- فهرس العادات الهندية 2006
- الثورة المختلقة. بلغاريا، تاريخ مقلَّد 2006
- بدوي في أربع قارات 2007

## روابط خارجية
- إيليا ترويانوف على موقع IMDb (الإنجليزية)
- إيليا ترويانوف على موقع مونزينجر (الألمانية)
- إيليا ترويانوف على موقع ألو سيني (الفرنسية)
- إيليا ترويانوف على موقع ميوزك برينز (الإنجليزية)